# Прибрежный (Кавказский район)
Прибре́жный — хутор в Кавказском районе Краснодарского края России.
Входит в состав Привольного сельского поселения.

## История
В 1958 году указом Президиума Верховного Совета РСФСР хутор Буденновский переименован в Прибрежный.

## Население
| 2002 | 2010 |
| ---- | ---- |
| 63   | ↘45  |

## Улицы
На хуторе имеются две улицы: Западная и Полевая.